# سكيراء ملتهمة لحمض التفاح
سكيراء ملتهمة لحمض التفاح (الاسم العلمي:Schizosaccharomyces malidevorans) هو نوع من الفطريات يتبع جنس السكيراء من الفصيلة السكيراوية.